# Богданівська вулиця (Київ)
Богда́нівська ву́лиця — вулиця у Солом'янському районі міста Києва, місцевість Солом'янка. Пролягає від Стадіонної вулиці до вулиці Дениса Монастириського.
Прилучаються вулиця Шовкуненка та Богданівський провулок.

## Історія
Вулиця виникла у 20-х роках XX століття (не раніше 1926 року, на топографічному плані 1925 року ще відсутня). Спочатку мала назву Ле́рмонтовська. Сучасна назва — з 1928 року, від місцевості Богданів яр, через який проходить вулиця.

## Зображення

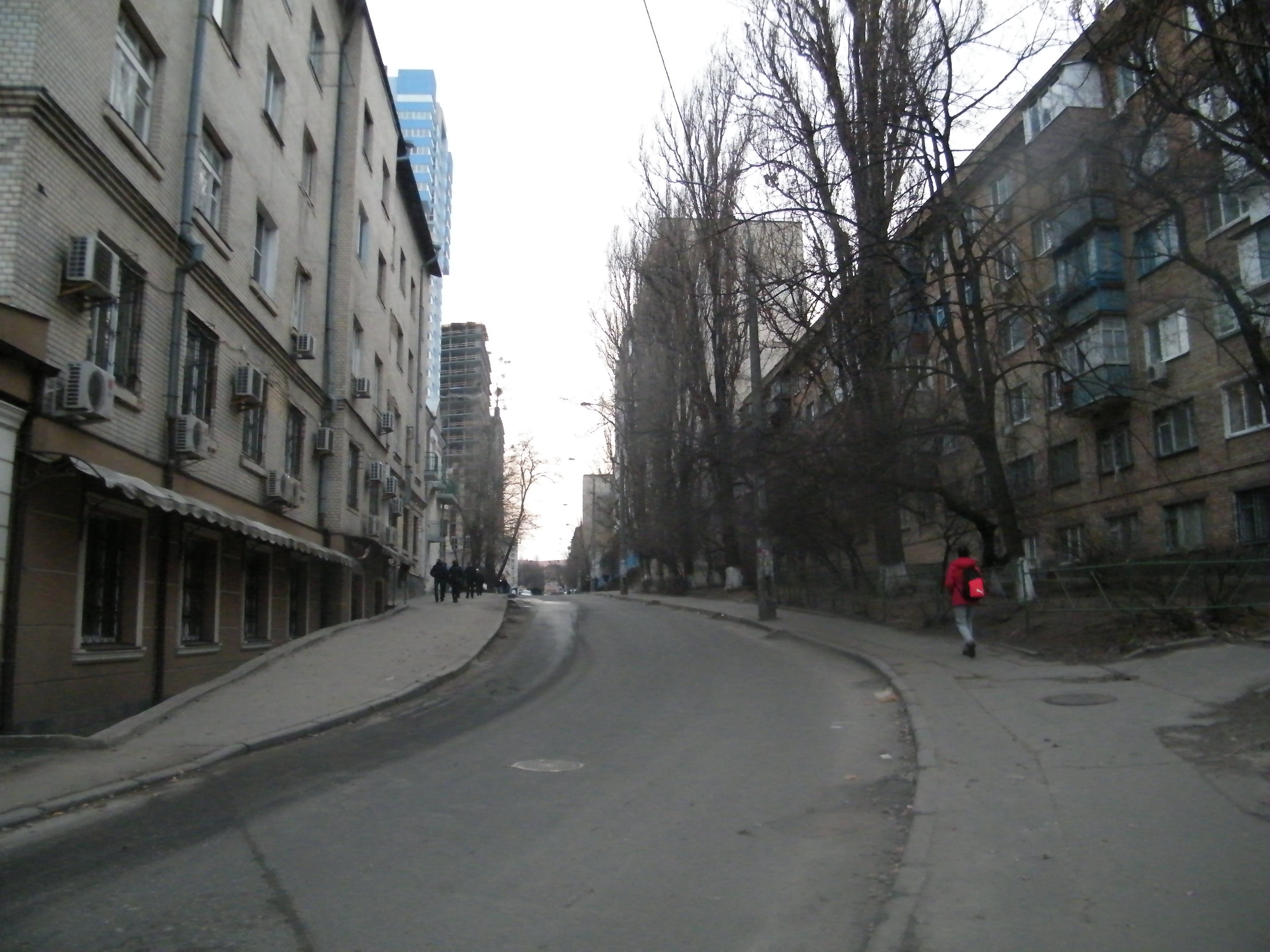
Початок вулиці
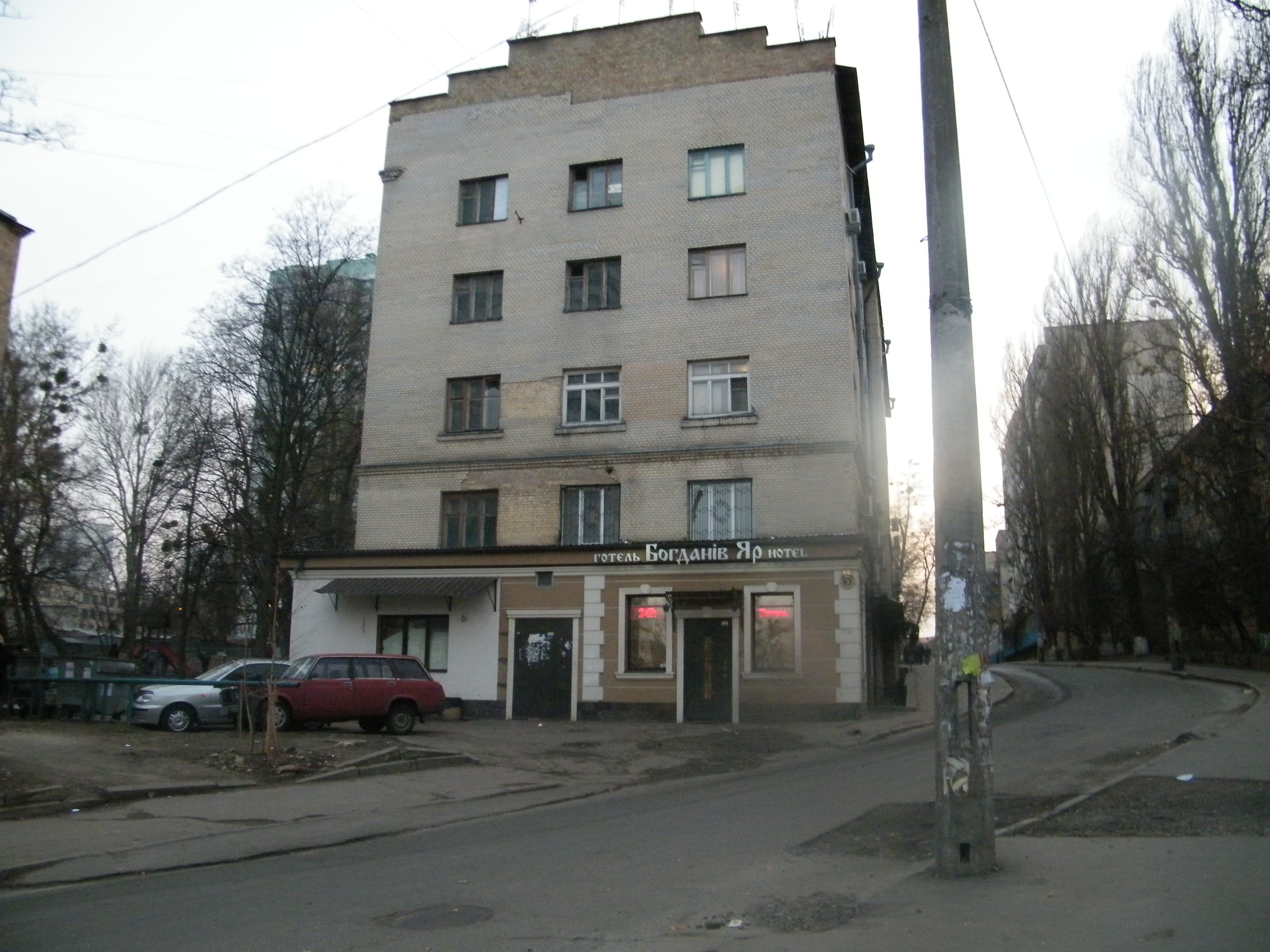
Готель «Богданів Яр»
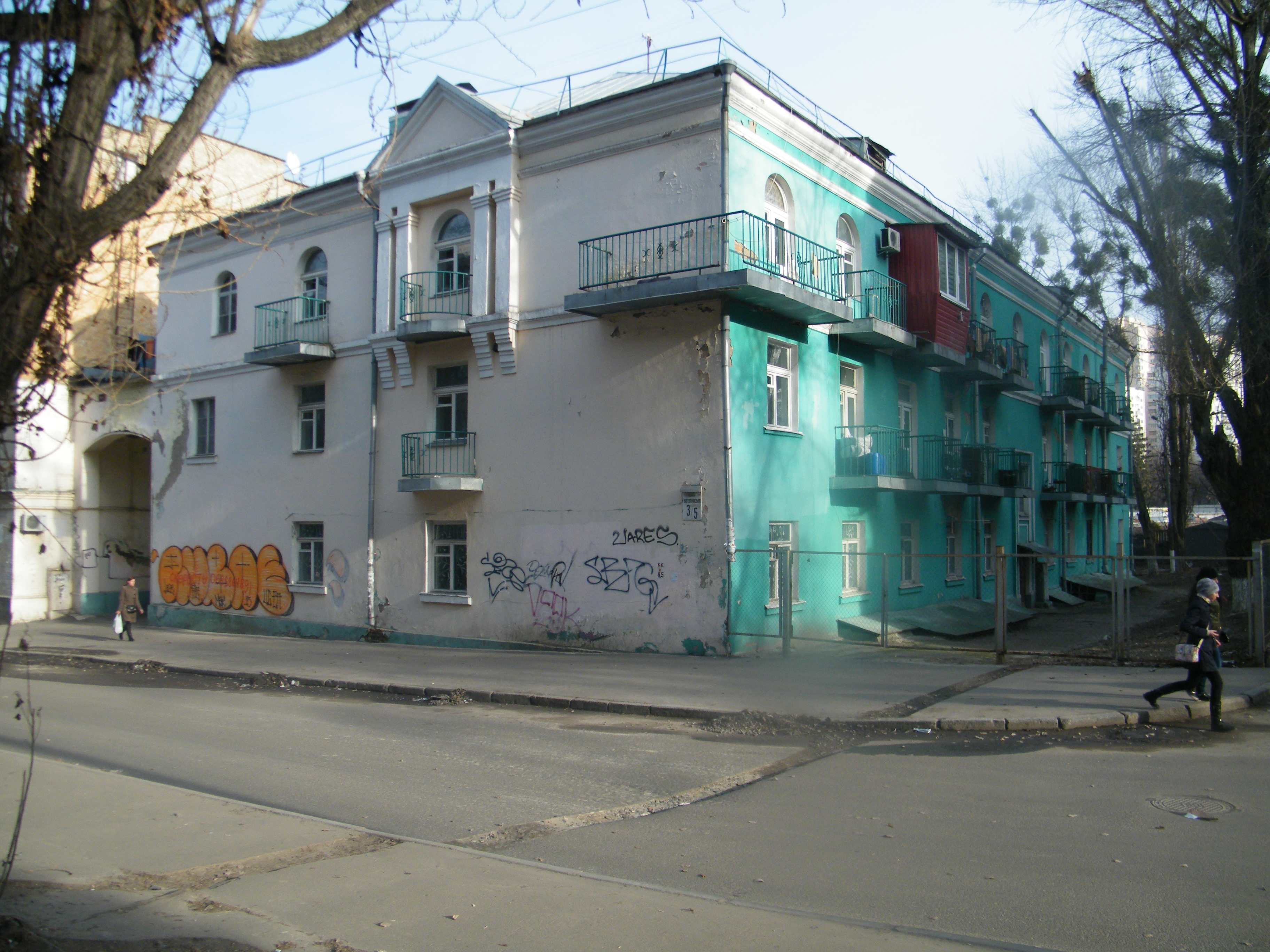
Будинок № 5
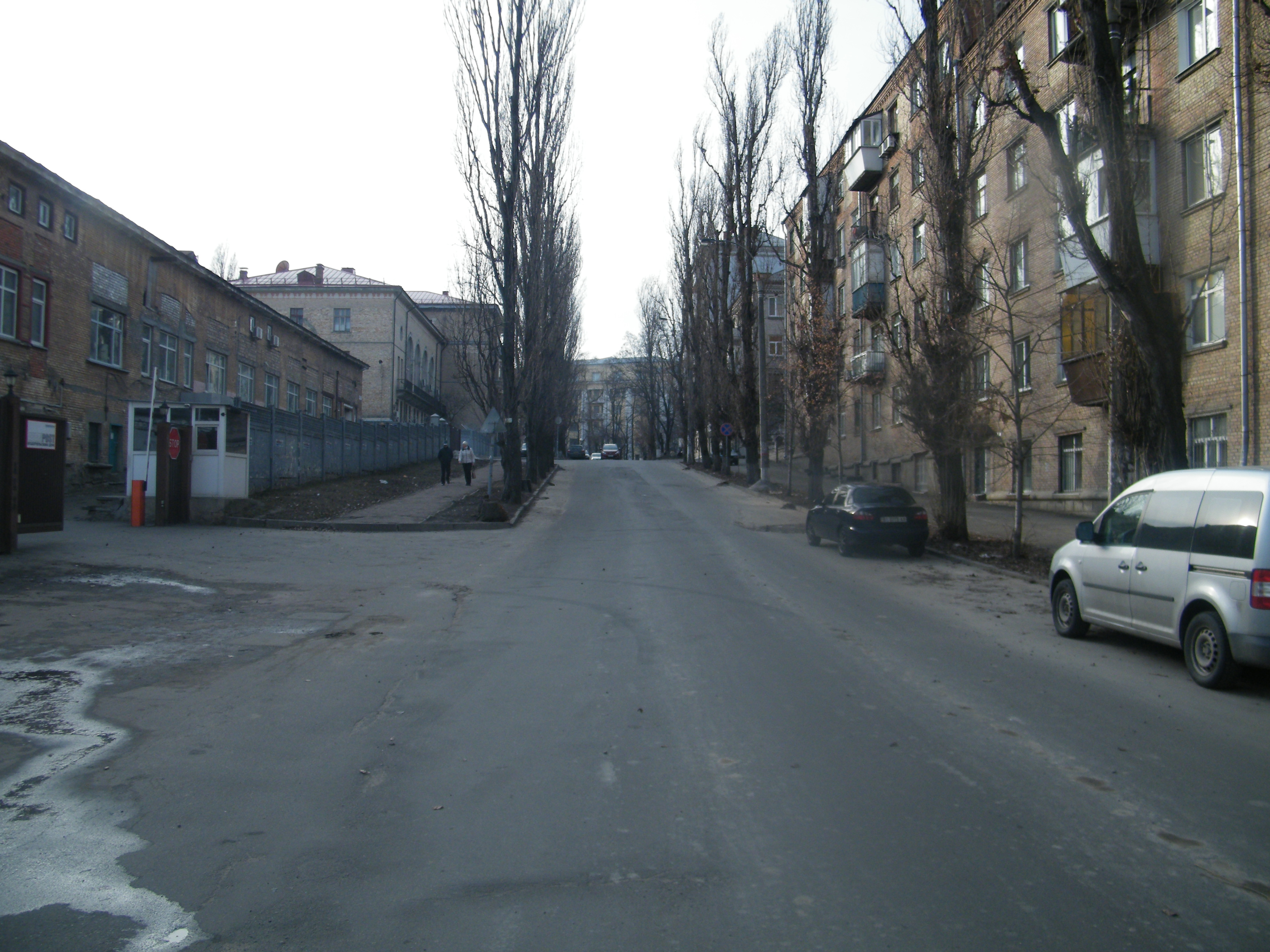
Частина вулиці у західному напрямку
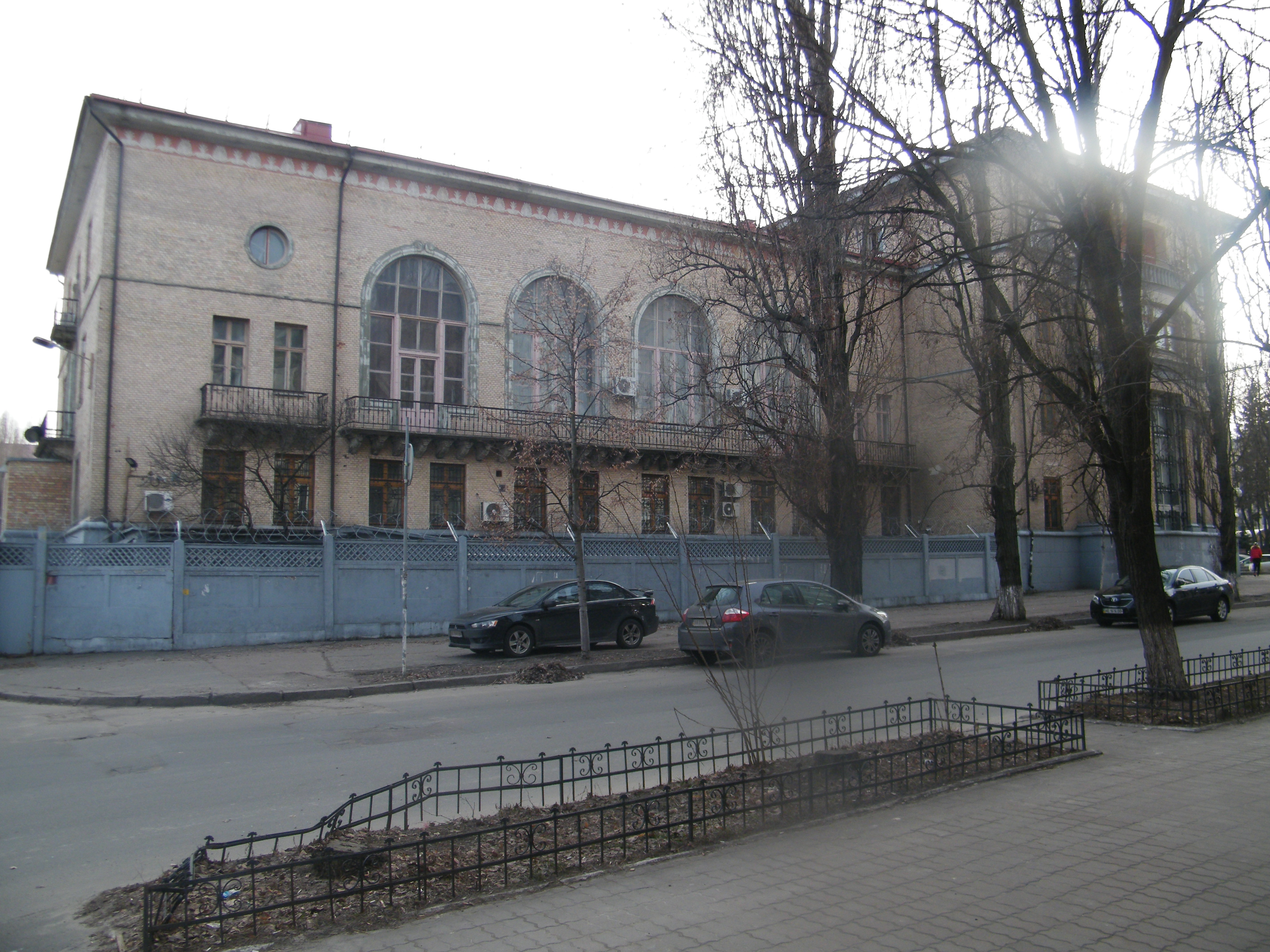
Національне антикорупційне бюро України